# 슈퍼 바람돌이
"슈퍼 바람돌이"(슈퍼 바람돌이 - 폭풍전야 편)는 한국에서 제작된 박용호 감독의 1988년 영화이다. 비룡 등이 주연으로 출연하였고 유영무 등이 제작에 참여하였다.

## 출연

### 주연
- 비룡
- 홍명진

## 기타
- 원작자: 박용호
- 조명: 구석진